# Будванска ривиера
Будва́нската ривие́ра (на сръбски: Будванска Ривијера или Budvanska Rivijera) е крайбрежна ивица в Черна гора около градчето Будва.
Има дължина 35 км, част е от адриатическото крайбрежие.

Известна и популярна курортна зона най-вече с остров Свети Стефан. Включва следните курортни места:
- Будва
- Милочер
- Свети Стефан (остров)
- Петровац
- Бечичи
- Рафаиловичи
- Пръжно
- Дробничи
- Режевичи
- Кръстац
- Булярица